# أباتيتي
أباتيتي (بالروسية: Апатиты) هي مدينة في مقاطعة مورمانسك في روسيا في الكيان الفدرالي الروسي.
يبلغ عدد سكانها حوالي 62150 نسمة.

## توأمة
لأباتيتي اتفاقيات توأمة مع كل من:
- Boden Municipality [الإنجليزية]‏
- Mers-les-Bains [الإنجليزية]‏
- Keminmaa [الإنجليزية]‏
- ألتا

## أعلام
- ألكسندر نيكولايفيتش ليبيديف